# قلعه جبل‌الشحشاح
قلعه جبل‌الشحشاح (به عربی: حصن جبل الشحشاح) یکی از قلعه‌های مشهور کشور پادشاهی عمان است، ویکی از (نقاط دیدنی سلطنت عمان) به شمار می‌آید. این قلعه در شهرستان عبری از توابع استان ظاهره واقع شده‌است. در دوران گذشته این قلعه یکی از مراکز أصلی تجارتی شهرستان عبری  بوده‌است، همچنین قلعه نامبرده مدتی یکی از نقاط أمنیتی وحفاظت شهر بوده‌است. 